# Boreus elegans
Boreus elegans is een schorpioenvlieg uit de familie van de sneeuwvlooien (Boreidae). De wetenschappelijke naam van de soort is voor het eerst geldig gepubliceerd door Carpenter in 1935.
De soort komt voor in Washington (Verenigde Staten) en Brits-Columbia (Canada).